# Pomaria
Pomaria es un género de plantas con flores  perteneciente a la familia Fabaceae. Comprende 56 especies descritas y de estas, solo 16 aceptadas.

## Taxonomía
El género fue descrito por Antonio José de Cavanilles y publicado en Icones et Descriptiones Plantarum 5(1): 1–2, pl. 402. 1799.

## Especies
- Pomaria austrotexana
- Pomaria brachycarpa
- Pomaria canescens
- Pomaria fruticosa
- Pomaria glandulosa
- Pomaria glauca
- Pomaria humilis
- Pomaria jamesii
- Pomaria melanosticta
- Pomaria multijuga
- Pomaria wootonii